# Rosa camuna (formaggio)
La Rosa Camuna è un formaggio semigrasso, di breve stagionatura (non supera mai i 45 giorni) e a pasta semidura realizzato esclusivamente con latte vaccino parzialmente scremato prodotto in Val Camonica.

## Valori nutrizionali
umidità = 40,31
ceneri =  3,55 g
aW = 0,959
pH = 5,48 (acidico)

## Aspetto e gusto
La pasta è di colore avorio o paglierino chiaro, abbastanza morbida, elastica, compatta e con occhiatura fine-media, regolarmente distribuita. É a forma di rosa camuna, ripreso dalle incisioni rupestri che i Camuni, antichissima popolazione della valle, ha lasciato sulle pietre per documentare scene della propria vita, un fiore che oggi è il simbolo della Lombardia oltre che il marchio del caseificio che lo produce.

### Crosta

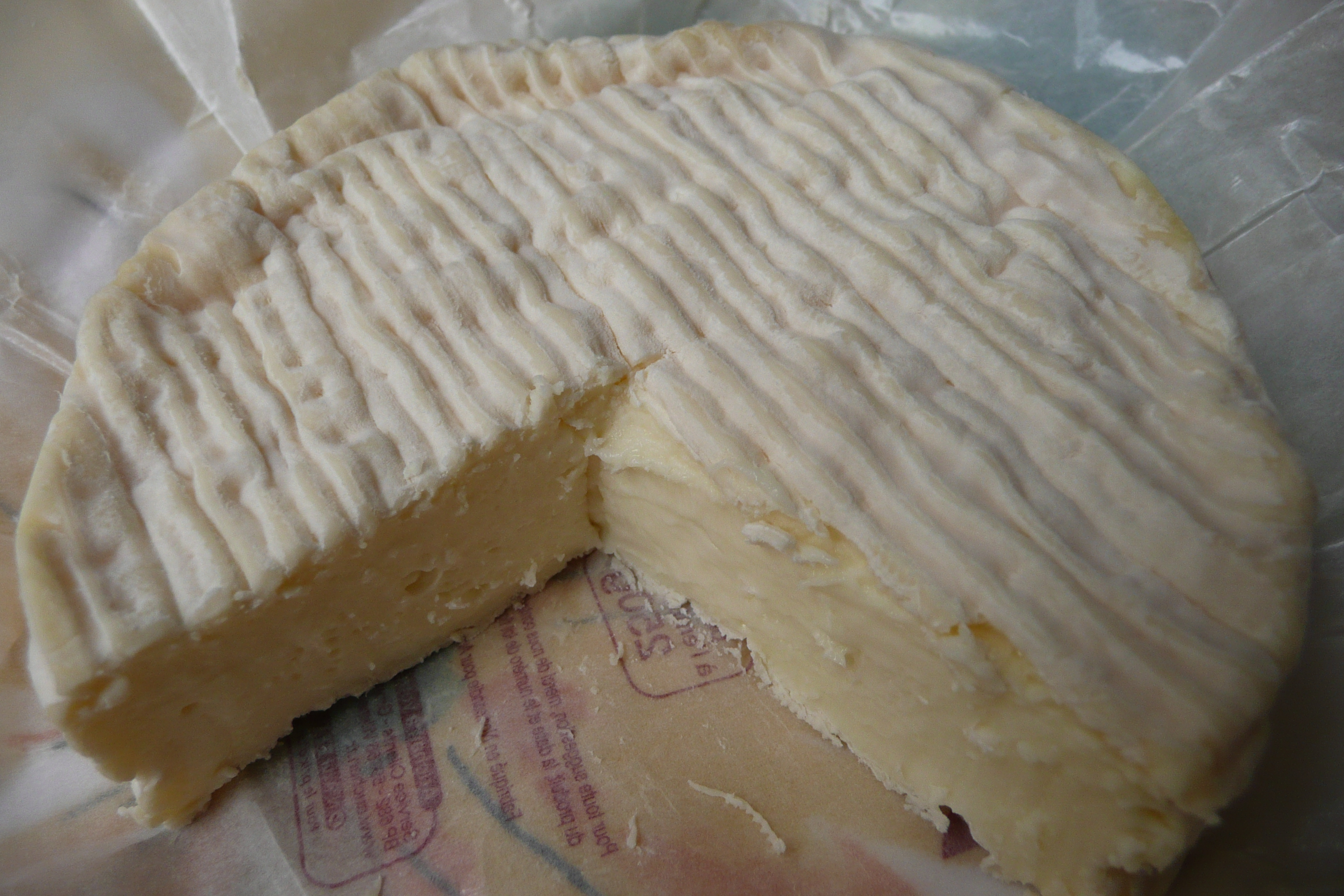
Esempio di crosta fiorita

La crosta, non edibile, è di colore paglierino, abbastanza morbida, elastica, sottile, con presenza di leggere muffe bianche, di tipo fiorito, simile a quelle del Brie o del Camembert. Sulla crosta è anche presente un disegno della rosa camuna.

### Gusto
È classicamente un formaggio “da tavola”, ma può essere cotto e utilizzato nella preparazione di pietanze calde. La Rosa Camuna è un formaggio ideale anche per aperitivi. Si abbina a vini rossi, abbastanza maturi, di medio corpo, abbastanza caldi, morbidi.